# Jon Birgisson
Jon Birgisson († 24. Februar 1157) war der erste Erzbischof von Norwegen, nachdem Kardinal Breakspeare (der spätere Papst Hadrian IV.) als päpstlicher Legat 1152/1153 das Erzbistum Nidaros ins Leben gerufen hatte.
Über ihn ist recht wenig bekannt. Er stammte aus einer vornehmen Familie in Trøndelag. Aber ihm gelang es, die Annahme der Bestimmungen, die der päpstliche Legat bei der Gründung des Erzbistums erlassen hatte, auf dem Frostathing und im Bjarkøy-Gesetz zu erreichen. Das betraf insbesondere das Recht der frommen Stiftungen.
Jon Birgisson war vorher Bischof von Stavanger gewesen. Sehr wahrscheinlich gehörte er wie Kardinal Breakspeare der gregorianischen Reformbewegung an.
| Vorgänger | Amt                              | Nachfolger         |
| --------- | -------------------------------- | ------------------ |
| —         | Erzbischof von Nidaros 1153–1157 | Øystein Erlendsson |

| Personendaten    | Personendaten                        |
| ---------------- | ------------------------------------ |
| NAME             | Jon Birgisson                        |
| KURZBESCHREIBUNG | Erzbischof von Norwegen              |
| GEBURTSDATUM     | 11. Jahrhundert oder 12. Jahrhundert |
| STERBEDATUM      | 24. Februar 1157                     |